# 熊本大神宮

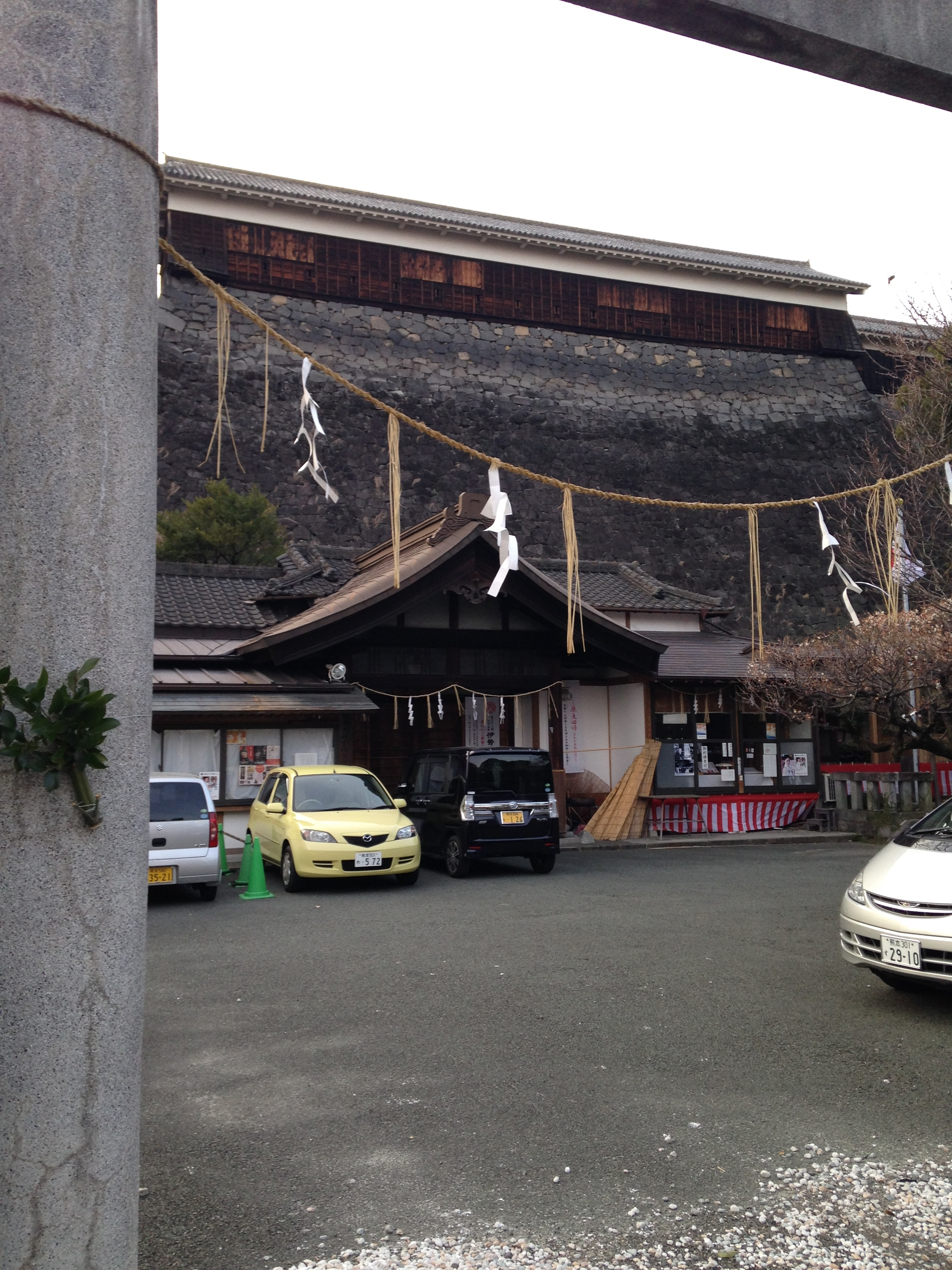
熊本地震で崩壊する前の熊本大神宮

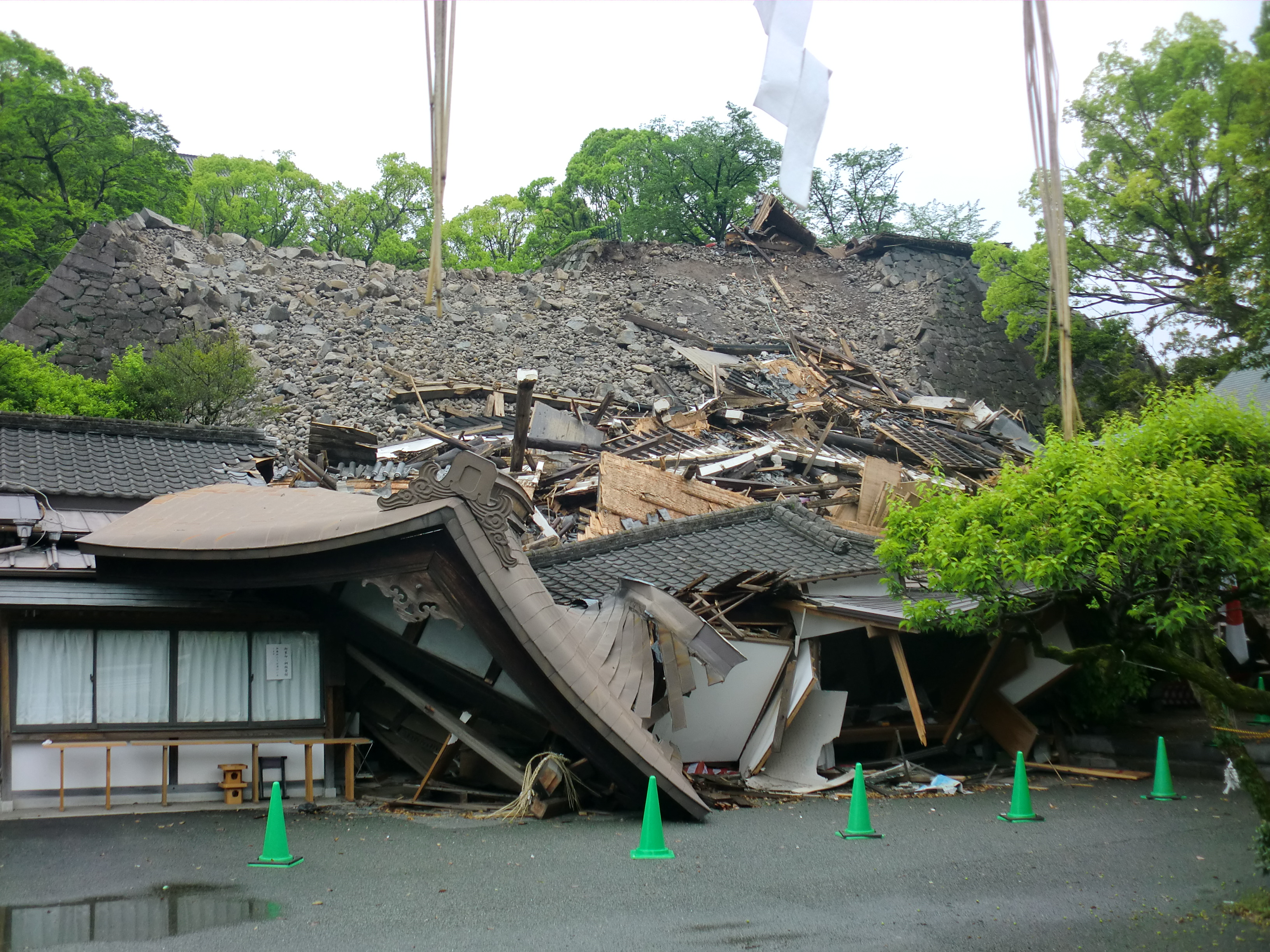
熊本地震で崩壊した後の熊本大神宮(2016年4月24日)

熊本大神宮（くまもとだいじんぐう）は、熊本県熊本市中央区にある神社。熊本城東側に位置し、南隣に熊本城稲荷神社がある。本殿向かって左側には熊本城本丸の石垣がそびえている。

## 祭神
《主》天照皇大神,豊受大神,《配》天之御中主神,高御産巣日神,倭日売命,神御産巣日大神

## 由緒
明治3年（1870年）の大教宣布の詔を受けて、同9年（1876年）に神宮教院（後の神道神宮派（神宮教））の熊本本部として伊勢神宮の神璽を迎えて熊本城内に鎮座したが、西南戦争により翌10年2月に熊本城と共に焼失した為、同11年、手取本町（現びぷれす熊日会館及びホテル日航熊本の東側一帯）に神明造の殿舎を建て、また大講堂や学生寮等も併設して神宮大麻や神宮暦の頒布と共に青年の教導を担った。その後、明治21年（1888年）に鷹匠町（現下通付近）に移転、同32年（1899年）9月に神宮教が神宮奉斎会へ解組、改称されるに伴い神宮奉斎会熊本本部となり、県下の神宮大麻や神宮暦の頒布を専権し、大正15年（1926年）には現在地に神殿、拝殿等を新設して翌昭和2年（1927年）1月24日に遷座した。
昭和20年（1945年）12月に神道指令を受けて神宮奉斎会が解散すると、翌21年6月に神社として再発足する。神社本庁が包括する神社の一つであるため、奉職するには、本庁の発行する階位が必要である。熊本県神社庁熊本中支部に所属。
平成28年（2016年）4月に発生した平成28年熊本地震により、熊本城の東十八間櫓と北十八間櫓が倒壊し、神社の建物の屋根を突き破る被害が発生した。

## 境内社
- 恵比寿社

## 註
1. ↑  安丸良夫・宮地正人編『日本近代思想大系5　宗教と国家』431ページ
2. ↑  熊本城の櫓が倒壊 加藤清正の築城当初から残る国重文朝日新聞 2016年4月16日

## 交通
- 熊本市電 熊本城・市役所前電停または通町筋電停から北西へ約200m。
- 熊本都市バス・産交バス 市役所前バス停（京町方面）から北へ約100m。
  - 熊本電鉄バス・熊本バスのバス停も近くにある。